# Miguel Heras
Miguel Heras (Béjar, Castilla y León; 7 de agosto de 1975) es un corredor de montaña español, especializado en ultra trail.

## Biografía
Nacido en Béjar, es el tercero de cuatro hermanos. Su hermano Roberto Heras ha sido ganador de 4 ediciones de Vuelta a España.
Comenzó a practicar actividades deportivas dentro de la montaña, tales como escalada, bicicleta de montaña, trail running, orientación, etc.
En septiembre de 2006 pasa a formar parte del equipo Paporros BTT trail running de la mano de Miguel Torres  quien le propone correr con ellos en el campeonato del mundo en Canadá. Tras un par de años compitiendo, se pasa al trail running en el Mountain X race en Francia.
En enero de 2024 ficha por la marca española Joma, con la que ayudará a evolucionar el producto de la marca y con la cual ya ha tenido éxitos importantes como su victoria en la Maratón del Meridiano y su segundo puesto en La Ultra de The North Face Transgrancaria.  

## Competiciones
| Año  | Carrera                                 | Puesto | Distancia | Tiempo          |
| ---- | --------------------------------------- | ------ | --------- | --------------- |
| 2023 | Ultra Pirineu                           | 2º     | 100 km    | 10 horas 53 min |
| 2020 | Quinta edición del Ultrail La Covatilla | 1º     | 75 km     | 7 horas 40 min  |
| 2019 | Quinta edición del Ultra de Gredos      | 1º     |           |                 |

- Datos: Q21573409